# Mbuyuni (Masasi)
Mbuyuni è una circoscrizione rurale (rural ward) della Tanzania situata nel distretto rurale di Masasi, regione di Mtwara. Conta una popolazione di 8 394 abitanti (censimento 2012).